# Карс-макер
«Карс-макер», «Керс-макер» или «Керсмакер» — парусный галиот Балтийского флота Российской империи, собственный его императорского величества Петра I галиот, участник войны за польское наследство.

## История службы
Галиот «Карс-макер» был спущен на воду в 1723 году в Санкт-Петербурге, точное место спуска и наименование верфи не установлено. После спуска на воду судно было включено в состав Балтийского флота Российской империи.
С июля по сентябрь 1727 года принимал участие в плавании отряда под командованием вице-адмирала Н. А. Сенявина в Киль, в октябре галиот вернулся в Санкт-Петербург, где его командир был отпущен в годовой отпуск. С сентября и октябре 1733 года совершил плавание из Кронштадта в Данциг.
Во время войны за польское наследство в 1734 году принимал участие в действиях русского флота под Данцигом. В мае был захвачен французским флотом и поставлен в Данцигском канале. 18 (29) июня этого же года был отбит у французов русскими войсками и возвращён в состав флота. На галиот были погружены орудия и припасы и он в составе русской эскадры ушёл из Данцига в Кронштадт. 2 (13) июля эскадра прибыла на Кронштадтский рейд. 
10 (21) сентября с составе отряда кораблей Балтийского флота вышел из Кронштадта и взял курс на Ревель, однако во время перехода 12 (23) сентября в связи с ошибками карты потерпел крушение, во время которого погиб один из членов экипажа.

## Командиры судна
Командирами галиота «Карс-макер» в разное время служили:
- унтер-лейтенант С. И. Мордвинов (1727 год)[комм. 1][8];
- лейтенант майорского ранга Н. Г. Лопухин (с 10 (21) сентября 1733 года)[4];
- лейтенант майорского ранга В. Я. Римский-Корсаков (до июня 1734 года)[5];
- мичман Д. Колтовский меньшой (с 18 (29) июня 1734 года до сентября 1734 года)[9];
- лейтенант майорского ранга Г. Бахметьев (с сентября 1734 года)[7].

### Комментарии
1. ↑  Получил галиот в командование «для некоторой экспедиции» в Киле.